# Иваничи (Минская область)
Иваничи (бел. Iванічы) — деревня в Червенском районе Минской области. Входит в состав Клинокского сельсовета.

## Географическое положение
Находится в примерно 7 километрах от райцентра и в 20 километрах от железнодорожной станции Пуховичи на линии Минск-Осиповичи, на автодороге Червень—Марьина Горка на берегу реки Волма.

## Природа
В лесах в окрестностях деревни обитают зайцы, белки, ежи, кабаны, лоси, олени, лисы, волки, рыси.

## Археология
В 900 метрах к северо-востоку от деревни обнаружены курганные могильники, в 500 метрах южнее деревни — городище железного века.

## История
Современный населённый пункт известен с XVIII века. На 1800 год входил в состав Игуменского уезда Минской губернии, являлся шляхетской собственностью, здесь было 10 дворов, жили 87 человек. В середине XIX века принадлежал помещику Э. Корженевскому. На 1897 год деревня Иваничи относилась к Клинокской волости и насчитывала 51 двор, где проживали 306 человек. В это время в деревне работали церковно-приходская школа и хлебозапасный магазин. В начале XX века насчитывалось 63 двора и 371 житель. В 1909 году открыто земское народное училище на 71 ученика (64 мальчика и 7 девочек), которое после Октябрьской революции было преобразовано в рабочую школу 1 ступени, насчитывавшую 63 учеников. Школа была открыта в новом здании, в 1926 году при ней открылась небольшая библиотека. На 1917 год в деревне 72 двора, 420 жителей. С февраля по декабрь 1918 года деревня была оккупирована немцами, с августа 1919 по июль 1920 — поляками. 20 августа 1924 года деревня вошла в состав вновь образованного Клинокского сельсовета Червенского района (с 20 февраля 1938 — Минской области. Согласно Переписи населения СССР 1926 года в деревне было 73 двора, проживали 387 человек. В 1940 году здесь было 90 домов, население составляло 370 человек. В период Великой Отечественной войны в лесах в окрестностях деревни базировалась 1-я Минская партизанская бригада, с которой жители деревни активно сотрудничали. В июле 1943 года фашистские оккупанты сожгли деревню, 19 человек были убиты. Ещё 26 сельчан не вернулись с фронта. Вблизи Иваничей расположена братская могила погибших в боях с гитлеровцами советских солдат. Деревня освобождена в начале июля 1944 года. На 1960 год население Иваничей составило 408 жителей, вблизи деревни располагался кирпичный завод, при нём проживали ещё 11 человек. На 1970 год в деревне был 121 дом, жили 347 человек. В 1970 году был поставлен памятник погибшим жителям деревни, в 1975 — стела в честь 1-й Минской партизанской бригады и обелиск на братской могиле. В 1980-е годы Иваничи относились к колхозу имени Ленина. На 1997 год в деревне насчитывалось 87 домохозяйств и 199 жителей, функционировали животноводческая ферма, мастерские по ремонту сельскохозяйственной техники, отделение связи, фельдшерско-акушерский пункт, библиотека, магазин, комплексный приёмный пункт бытового обслуживания населения. Согласно переписи населения Белоруссии 2019 года в деревне насчитывается 84 постоянных жителя, при этом, в летнее время здесь живут около 400 дачников.

## Инфраструктура
На 2013 год в деревне функционировали Дом фольклора, фельдшерско-акушерский пункт и магазин. В настоящее время магазина в деревне нет, вместо него приходит автолавка

## Население
- 1800 — 10 дворов, 87 жителей
- 1897 — 51 двор, 306 жителей
- начало XX века — 63 двора, 371 житель
- 1917 — 72 двора, 420 жителей
- 1926 — 73 двора, 387 жителей
- 1940 — 90 дворов, 340 жителей
- 1960 — 408 (с учётом кирпичного завода 419) жителей
- 1970 — 121 двор, 347 жителей
- 1997 — 87 дворов, 199 жителей
- 2013 — 48 дворов, 102 жителя
- 2019 — 84 жителя